# Аянян, Эдуард Меликович (Герой Советского Союза)
Эдуа́рд Ме́ликович Аяня́н (25 марта 1919, село Чайкенд, Елизаветпольская губерния — 26 февраля 1994, Москва) — советский офицер, участник Великой Отечественной войны, Герой Советского Союза Командир батареи 743-го зенитно-артиллерийского полка (5-я зенитно-артиллерийская дивизия, 7-я гвардейская армия, 2-й Украинский фронт), старший лейтенант.

## Биография

Могила Аяняна на Троекуровском кладбище Москвы.

Родился 25 марта 1919 года в селе Чайкенд в армянской крестьянской семье.
Окончил физико-математический факультет Азербайджанского государственного университета, в 1941 году был призван в ряды Красной Армии . В октябре 1942 года окончил Бакинскую зенитную артиллерийскую школу.
С марта 1943 года находится на полях сражений Великой Отечественной войны В этом же году становится членом КПСС.
Первое боевое крещение лейтенант Аянян получил в сражениях на Волге, где он командовал огневым взводом 743-го зенитно-артиллерийского полка. Затем он сражался под Курском, участвовал в наступлении на Харьков, битве за Днепр. Здесь Аянян уже командует батареей. Зенитчики 743-го полка прикрывали с воздуха переправу наших частей через Днепр южнее Киева. Аянян находился непосредственно на огневых позициях и ему не раз приходилось заменять то наводчика, то заряжающего, то командира орудия, раненных осколками бомб или снарядов. Труднее всего было ночью. Вражеские самолеты применяли над переправами осветительные бомбы (САБ), чтобы точнее бомбить цель. Зенитчики Аяняна били и по самолетам, и по осветительным бомбам. Все было направлено к тому, чтобы обеспечить успешное форсирование Днепра пехотой, танками, артиллерией. За эти бои он был удостоен ордена Красной Звезды.
Старший лейтенант Аянян особо отличился во время проведения Будапештской операции с 5 по 18 января 1945 года. Его батарея, действуя совместно с 626-м стрелковым полком 151-й стрелковой дивизии и ведя огонь прямой наводкой, отразила 27 контратак противника. Батарея уничтожила 36 пулеметных и 20 снайперских точек, 40 домов с огневыми точками, 12 автомашин с войсками и грузом, два бронетранспортера с экипажем, подавлен огонь четырёх артиллерийских батарей, взято в плен 41 солдат и офицеров противника, захвачена 88-мм зенитная пушка. Презирая смерть, под несмолкающим пулеметным и артиллерийско-минометным огнём, старший лейтенант Аянян выходил к орудиям и лично руководил их перемещением на новые места. В самые опасные моменты он сам отыскивал огневые точки противника и часто лично наводил орудия на цель, уничтожая её прямой наводкой с расстояния 300—400 метров.
Сам же Аянян при отражении контратаки крупных сил пехоты противника получил 17 осколочных ранений, но не оставил поле боя, он продолжал командовать батареей и первым вышел со своими орудиями к реке Дунай.
За стойкость, мужество и героизм, проявленные в уличных боях по уничтожению осаждённой группировки противника в городе Будапеште, Указом Президиума Верховного Совета СССР от 15 мая 1946 года Эдуарду Меликовичу Аяняну присвоено высокое звание Героя Советского Союза.
С 1946 года — в запасе. Жил Эдуард Меликович в Москве. Работал в Институте проблем механики Академии наук СССР. Дед автора-публициста Эдуарда Аяняна.
Умер 26 февраля 1994 года. Похоронен на Троекуровском кладбище.

## Награды
- орден Красной Звезды (1943)

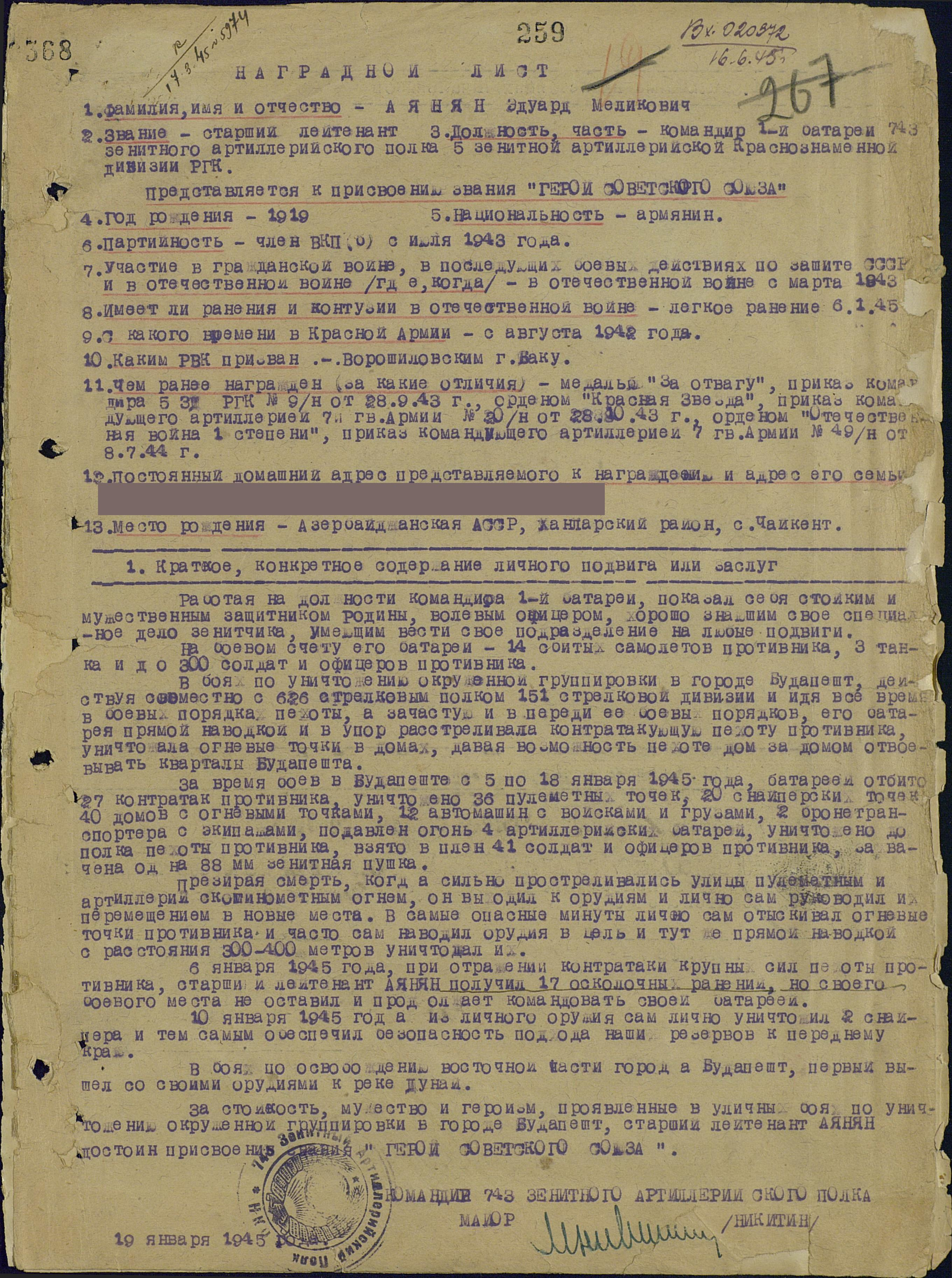
Наградной лист

- орден Отечественной войны I степени(1944)(2)
- герой Советского Союза (№ 9043 — присвоено 15 мая 1946 года)[2]
- орден Ленина (15.05.1946)
- орден Красного Знамени
- медаль «За отвагу»(1943)